# Parachela oxygastroides
Parachela oxygastroides és una espècie de peix cipriniforme de la família dels ciprínids. Els adults poden assolir 20 cm de longitud total. Es troba des d'Indoxina fins a Borneo i Java.